# Aula-Verlag (Wiebelsheim)
Die Aula-Verlagsgesellschaft mbH (eigene Schreibweise: AULA-Verlag) wurde 1982 gegründet und hat ihren Sitz in Wiebelsheim. Der Verlag baute in seiner Gründungszeit auf den Rechten der älteren Verlage Akademische Verlagsgesellschaft, Akademische Verlagsgesellschaft Athenaion sowie des früheren Athenäum Verlages auf. Das Programm des familiengeführten Fachverlages besteht vornehmlich aus vogelkundlichen Büchern und Zeitschriften. Zusammen mit dem Limpert Verlag und Quelle & Meyer bildet Aula eine Verlagsgemeinschaft.

## Verlagsprogramm

### Bücher und Autoren

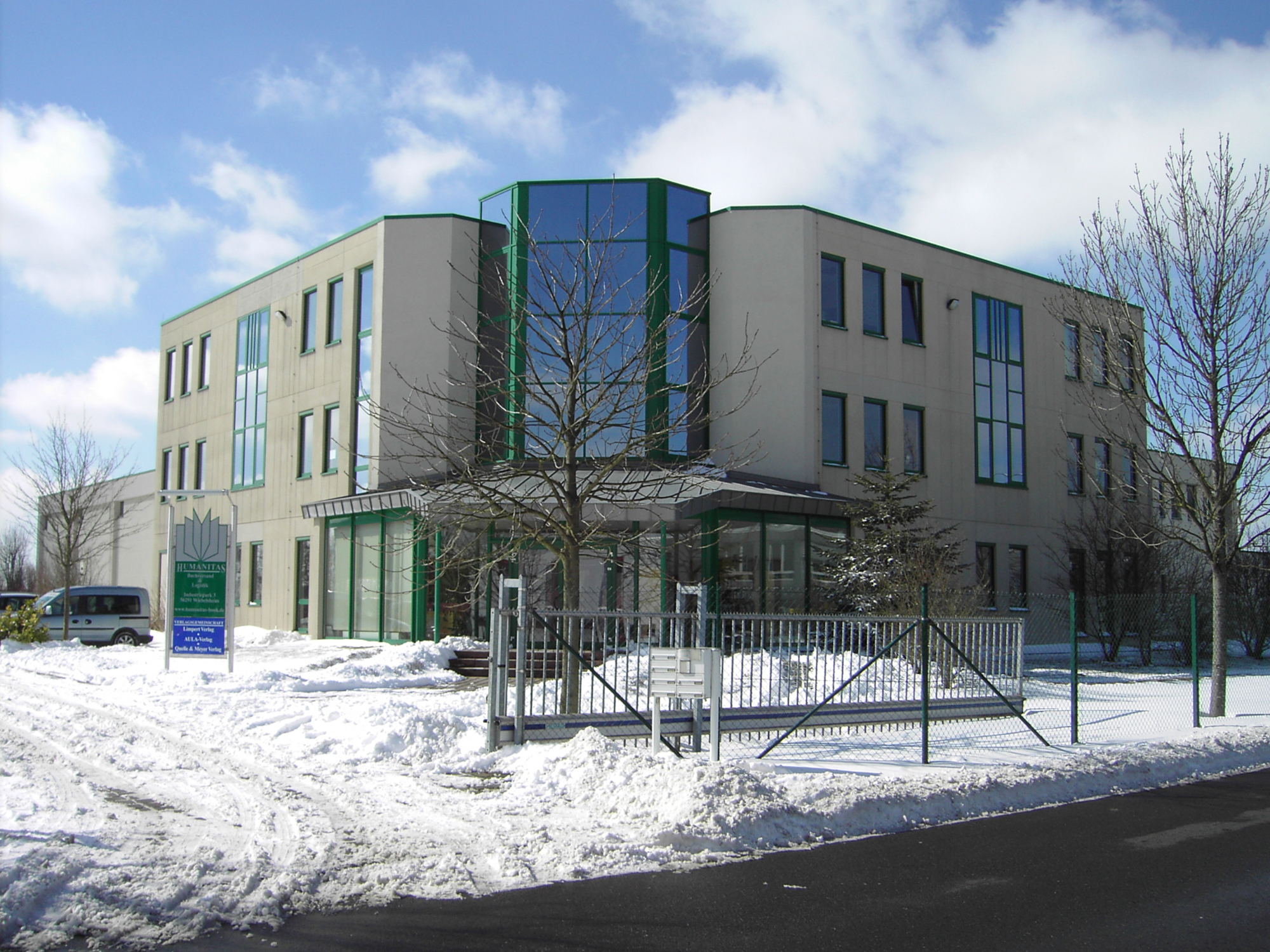
Seit 1999 ist der Aula-Verlag in Wiebelsheim im Hunsrück ansässig

Der Aula-Verlag veröffentlicht vorwiegend Bücher aus dem Bereich Biologie mit dem besonderen Schwerpunkt Ornithologie. Renommierte Biologen und Ornithologen publizieren bei Aula, darunter Franz Bairlein, Hans-Heiner Bergmann, Peter Berthold, Einhard Bezzel, Dieter Glandt und Urs N. Glutz von Blotzheim. Das 14-bändige Handbuch der Vögel Mitteleuropas ist das umfassendste deutschsprachige Standardwerk zum Thema. Daneben existieren weitere Standardwerke, etwa Das Kompendium der Vögel Mitteleuropas (3-bändig). Das Programm deckt alle wesentlichen Aspekte der Ornithologie ab. Neben Büchern zum Bestimmen von Vögeln, Vogelstimmen, -federn, -nestern und -eiern gibt es auch Veröffentlichungen zum Vogelschutz, beispielsweise über den Bau von Nistkästen und Futterhäuschen. Abgerundet wird der Bereich Ornithologie mit Nachdrucken einiger Werke, die mittlerweile zu Klassikern avanciert sind, etwa Otto Kleinschmidts Die Raubvögel der Heimat (zuerst 1934) oder Alwin Voigts Exkursionsbuch zum Studium der Vogelstimmen (zuerst 1894). 
In der Zoologie liegen mit dem 17-bändigen Handbuch der Reptilien und Amphibien Europas sowie dem 13-bändigen Handbuch der Säugetiere Europas zwei weitere umfangreiche Standardwerke vor. Neben neueren Titeln, etwa über Fledermäuse oder Schildkröten, existiert mit Karl Gößwalds Monografie über Die Waldameise auch ein Klassiker, der Waldbiologie, -ökologie und Naturschutz vereint.
Der biologische Programmbereich wird ergänzt durch Titel in den Bereichen Elektrotechnik (unter anderem von Gert Hagmann), und Literaturwissenschaft (Neues Handbuch der Literaturwissenschaft, 25 Bände).

### Periodika

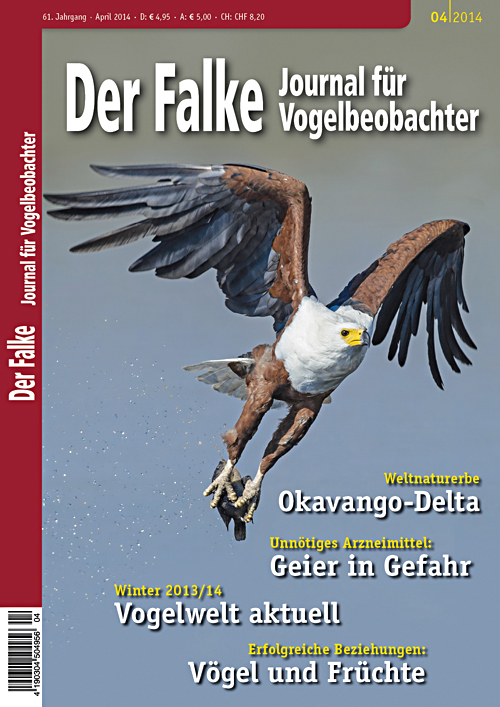
Der Falke, Heft 4/2014

Im Aula-Verlag erscheinen zwei sich ergänzende ornithologische Zeitschriften. Der Falke – Journal für Vogelbeobachter erscheint seit 1953 monatlich und richtet sich als Special-Interest-Zeitschrift an eine natur- und vogelkundlich interessierte Leserschaft. Die Vogelwelt erscheint vierteljährlich und ist stärker wissenschaftlich ausgerichtet. Sie wurde 1876 gegründet und ist damit die älteste deutschsprachige verbandsunabhängige Zeitschrift für Vogelkundler.